# Red Hot Organization
Die Red Hot Organization ist eine Non-Profit-Organisation aus New York City, die weltweit gegen HIV/AIDS mit Mitteln der Popkultur kämpft.
Sie wurde 1989 von John Carlin und Leigh Blake gegründet, nachdem es zu einer Welle von Todesfällen durch AIDS unter New Yorker Künstlern und Intellektuellen kam. Das erste Projekt war eine Compilation-CD namens Red Hot + Blue, auf der verschiedene bekannte Künstler Lieder von Cole Porter neu interpretierten. Der Erfolg des 1990 veröffentlichten Albums mit über einer Million verkaufter Exemplare ermöglichte die Unterstützung zahlreicher AIDS-Initiativen.
Seither wurden insgesamt 20 Compilations veröffentlicht. Zusammen mit weiteren Medienaktivitäten und Spenden konnte die Red Hot Organization so bisher mehr als 10 Millionen Dollar an von ihr als unterstützenswert eingestufte weltweite AIDS-Projekte geben.

## Diskografie
- 1990: Red Hot + Blue (Cole Porter Tribute)
- 1992: Red Hot + Dance
- 1993: No Alternative
- 1994: Red Hot + Country
- 1994: Stolen Moments: Red Hot + Cool
- 1995: Red Hot and Bothered
- 1996: Red Hot + Rio
- 1996: Offbeat: A Red Hot Soundtrip
- 1996: America Is Dying Slowly
- 1997: Silencio = Muerte: Red Hot + Latin
- 1998: Onda Sonora: Red Hot + Lisbon
- 1998: Red Hot + Rhapsody (George Gershwin Tribute)
- 2000: Red Hot + Indigo (Duke Ellington Tribute)
- 2002: Red Hot + Riot
- 2009: Dark Was The Night
- 2011: Red Hot + Rio 2
- 2013: Red Hot + Fela (Fela Kuti Tribute)
- 2014: Red Hot + Bach (J.S.Bach Tribute)
- 2014: Red Hot + Arthur Russel
- 2016: Day of the dead